# 锡罗尔
锡罗尔（義大利語：Siror），是意大利特伦托自治省的一个市镇。总面积75平方公里，人口1269人，人口密度16.9人/平方公里（2009年）。ISTAT代码为022174。

## 友好城市
- 奥地利舍恩伯格
- 巴西皮拉夸拉